# Іван Ламбю
Іван Ламбю (швед. Ivan Lamby, 29 жовтня 1885 — 15 січня 1970) — шведський яхтсмен.
Срібний призер Олімпійських Ігор 1912 року в класі 12 метрів.